# Logisticus villiersi
Logisticus villiersi là một loài bọ cánh cứng trong họ Cerambycidae.